# Château d'Appelle
Le château d'Appelle est un château situé à Appelle, dans le Tarn, en région Occitanie (France).

## Historique
Le château d'Appelle, dont la date de construction n'est pas connue, est l'édifice central du village d'Appelle. Siège de la seigneurie, il a permis au bourg de se développer dans ses environs, bien qu'il soit aujourd'hui isolé du village.  
Il a appartenu pendant des siècles durant à une famille noble de confession protestante, la famille de Gineste. Durant les guerres de Religion, en 1587, l'édifice est pillé, incendié et partiellement démoli par les troupes catholiques.
Aujourd'hui encore, les descendants de la famille de Gineste, maintenant famille de Larambergue, possèdent la bâtisse, qu'ils ont fait restaurer dans les années 1980.

## Architecture
Le château d'Appelle présente une austère façade, avec pour seule ornementation un bel exemple de portail de style Renaissance. Celui-ci s'inspire sûrement de celui de l'ancienne faculté de théologie protestante de Puylaurens, comme le montre plusieurs similitudes. L'édifice s'ouvre sur une cour fermée par un grille ornée en fer forgé, qui porte les lettres "GL", initiale de Gineste-Larambergue. La reconstruction d'après les guerres de Religion laisse apparaître une fenêtre à meneaux typique.
Le parc du château présente une tombe entourée de quatre cyprès, celle d'un membre de la famille de Gineste, ledit "chevalier au crâne d'argent". De plus, une épitaphe orne la sépulture : « Bataille de Minden. Élevé par la reconnaissance. Il aima sa patrie et versa son sang pour elle ». La première inscription fait référence à un évènement décisif de la guerre de Sept Ans, la bataille de Minden : on parle sûrement de Marc-Antoine de Gineste-Najac (1712 - 1771), officier de cavalerie et chevalier de Saint-Louis, gravement blessé à la bataille de Minden.